# Midelt
Midelt (arabsko ميدلت) je mesto v Maroku, v visokogorju med gorovjema Srednji Atlas in Visoki Atlas. S 55.304 prebivalci, zabeleženimi v maroškem popisu leta 2014, Midelt služi kot trgovsko središče velikega kmetijskega zaledja. Je tudi eno glavnih maroških mest za rudarjenje več mineralov.

## Zgodovina
Midelt je zrasel v prvi polovici 20. stoletja okrog istoimenske francoske upravne postaje. Prej so vasi in ksar posejale rodovitno okolico. Francozi so ustanovili svojo postojanko, da bi olajšali rudarjenje svinca, sadre, drugih mineralov in fosilov v bližnjih rudnikih Ahouli in Mibladen ter drugod. Razvoj teh rudnikov je privedel do izgradnje železnice od Midelta do sredozemske obale in elektrifikacije Midelta leta 1930. V Maroku je samo Casablanca prej dobila elektriko. Frančiškanski Marijini misijonarji so leta 1926 ustanovili kazbo Miryam des Soeurs, ki je kasneje postala samostan Marije Atlaške.
Po maroški neodvisnosti leta 1956 je nadzor ponovno prevzela maroška vlada. Midelt je trenutno glavno mesto province Midelt.

## Geografija
Midelt je ob glavni cesti med Fesom in Meknesom na severu ter Errachidijo na jugu. Geografsko leži v visokih planotah, ki obkrožajo reko Moulouja, med gorovjema Srednjega in Visokega Atlasa.
Nadmorska višina mesta je 1508 metrov, zaradi česar je eno najvišjih velikih mest v Maroku.

### Podnebje
Midelt ima hladno puščavsko podnebje (Köppen: BWk). Višina Midelta in njegova relativna bližina severnega Atlantskega oceana ohlajata dnevne temperature, zaradi česar je Midelt eno najbolj zmernih mest v celini. Vendar imajo številna obalna mesta nižje temperature, toplejše pozimi in hladnejše poleti.
Vsako zimo, ko hladen vlažen zrak, ki prihaja s severozahoda, vpliva na Zahodno Evropo in Maroko, lahko temperature v Mideltu močno padejo precej pod -10 stopinj Celzija. Vendar pa ti ekstremni pogoji ne trajajo več kot 5 neprekinjenih dni.
Temperaturna povprečja od leta 1961 do 1990 dajejo dnevne najvišje/minimalne temperature za januar 12,3 / 0,6 stopinje Celzija in za julij 32,6 / 16,3 stopinje Celzija. Sneg je pozimi pogost, padavine pa se nadaljujejo vse leto v zmernih količinah. Vendar pa je glavni vodni vir v regiji izvir ob vznožju Džbel Ayachi, 10 kilometrov južno od Midelta.
Jez, ki je blažil pretok od izvira, je uničila poplava v začetku leta 2006 po močnem sneženju prejšnjo zimo, ki je poškodovala bližnjo vas Tattiwin.

## Ljudje
Midelt je večinoma berbersko mesto. Prebivalci Berberi govorijo centralnoatlaški tamazight (Ait Ayache) jezik, večina pa lahko uporablja tudi narečje Darija. Izobraženi prebivalci govorijo tudi standardno arabščino in francoščino, ki se uporabljata po vsem Maroku v množičnih medijih, izobraževanju in vladi.
Ker je Midelt novo mesto, lahko skoraj vsi Midelti izsledijo svoje korenine v eni od bližnjih vasi ali drugje v Maroku. Mesto tudi nima ostro opredeljenih sosesk in tradicionalnih tržnic starejših maroških mest.
V Mideltu živi zelo malo tujerodnih prebivalcev. Od teh je najdlje ustanovljena skupnost frančiškanskih redovnic in cistercijanskih menihov (in sicer trapistov), ki živijo v prioratu Marije Atlaške v bližnji vasi. Nune sodelujejo z lokalnimi ženskami in dekleti pri razvoju ročnih del ter poučevanju higiene, francoskega jezika in drugih veščin.

## Gospodarstvo
Midelt deluje kot trg za kmetijsko območje, ki se razteza od reke Moulouya do Džbel Ajachi, na vzhodu in zahodu pa ga omejujejo suhe ravnice. Ta regija je najbolj znana po jabolkih; drugi proizvodi vključujejo orehe, marelice, slive, granatna jabolka, pšenico, koruzo in široko paleto vrtne zelenjave.
Nomadi in kmetje iz okolice redijo tudi ovce in koze za zakol in volno. Oboje se prodaja v Mideltu, vendar večinoma za lokalno porabo. Lokalno zbrani dokazi kažejo, da je lokalna cena mesa v obratnem sorazmerju s količino padavin: v deževnih letih lahko nomadi ohranijo svoje črede pri življenju čez poletje in jih ne pripeljejo na trg; v sušnih letih so živali bolje prodane kot izgubljene na prepihu.
Industrijski sektor Midelta je v veliki meri povezan z bližnjimi rudniki, od katerih le Mibladen še naprej deluje z visoko zmogljivostjo. Svinec, sadra in množica manj znanih mineralov se pridobivajo za prodajo industriji in za gospodinjske dekoracije.
Turizem še naprej raste kot pomemben vir prihodkov za Midelt. Podnebje privablja številne obiskovalce, večinoma Maročane iz nižjih krajev in izseljence v Evropo. Ti podpirajo več majhnih hotelov in dve večji ustanovi za Evropejce. Poleg obiskovalcev se lokalne obrti – zlasti preproge in odeje v grobo obdelanem nomadskem slogu – prodajajo prek zadrug in trgovcev tako lokalno kot v večjih mestih Maroka.